# Hlybokaje
Hlybokaje (bělorusky Глыбокае, rusky Глубокое – Glubokoje) je město ve Vitebské oblasti v Bělorusku, správní středisko Hlybockého rajónu. K roku 2017 mělo přes devatenáct tisíc obyvatel.

## Poloha a doprava
Hlybokaje leží na západě Vitebské oblasti a od Vitebsku, jejího správního střediska, je vzdáleno zhruba 200 kilometrů západně. Hlybokaje je dopravním uzlem. Ze severu k jihu prochází přes město silnice R3 vedoucí od bělorusko-lotyšské hranice přes Braslaŭ a Šarkouščynu a pokračující přes Dokšycy, Bjahomel a Zembin do Lahojska. Ze západu na severovýchod ji v Hlybokajích křižuje silnice R45 vedoucí od bělorusko-litevské státní hranice (kde je pokračováním silnice z Vilniusu) a pokračující do Polacku. Je zde také železniční stanice na trati z Karaleuščyny do Varapajevy.

## Dějiny
První písemná zmínka je z roku 1414.

### Rodáci
- Klaudijus Dušauskas-Duž (1891–1959), architekt, novinář a politik
- Pavel Suchoj (1895–1975), letecký konstruktér